# Smilebit
Smilebit foi um estúdio de criação de jogos da Sega. Anteriormente conhecido como o estúdio AM6. Um dos jogos mais conhecidos da Smilebit foi a série Jet Set Radio. Inclui vários dos membros do antigo Team Andromeda, criador da série Panzer Dragoon e que acabou em 1998.
A Smilebit foi reintegrada à Sega em 1° de julho de 2004 após a fusão das empresas Sega e Sammy e a criação da Sega Sammy Holdings.

## Jogos

### Jogos desenvolvidos pela Smilebit, Ltd.
- Jet Set Radio — (2000) — Sega Dreamcast
- Hundred Swords — (2001) — Dreamcast
- The Typing of the Dead — (2001) — Dreamcast
- Hundred Swords — (2002) — PC
- Jet Set Radio Future — (2002) — Xbox
- Soccer Tsuku 2002: J-League Pro Soccer Club wo Tsukurou! — (2002) — PlayStation 2
- Baseball Advance — (2002) — Game Boy Advance
- J-League Pro Soccer Club wo Tsukurou! Advance — (2002) — Game Boy Advance
- GunValkyrie — (2002) — Xbox
- Panzer Dragoon Orta — (2003) — Xbox
- Derby Tsuku 3: Derby Uma o Tsukurou! — (2003) — GameCube
- J-League Pro Soccer Club wo Tsukurou! 3 — (2003) — PlayStation 2
- J-League Pro-Soccer Club wo Tsukurou! '04 — (2004) — PlayStation 2
- The Typing of the Dead — (2004) — PC

### Jogos desenvolvidos pela Amusement Vision, Ltd. (vide "Notas")
- Virtua Striker 3 — (2001) — Arcade (NAOMI 2)
- Virtua Striker 3 ver.2002 — (2002) — GameCube
- Virtua Striker 2002 — (2002) — Arcade (Triforce)

### Jogos desenvolvidos pela Smilebit "reintegrada"
- Virtua Striker 4 — (2005) — Arcade (Triforce)

### Jogos em desenvolvimento
- Virtua Striker 4 Ver. 2006 — (2006) — Arcade (Triforce)